# Garthambrus posidon
Garthambrus posidon is een krabbensoort uit de familie van de Parthenopidae. De wetenschappelijke naam van de soort is voor het eerst geldig gepubliceerd in 1996 door Ng.